# Tylototriton umphangensis
Tylototriton umphangensis — вид хвостатих земноводних родини саламандрових (Salamandridae). Описаний у 2021 році.

## Поширення
Ендемік Таїланду. Виявлений у заповіднику дикої природи Умпханг у провінції Так на заході країни.

## Опис
Тіло завдовжки 65,6–75,3 мм. Шкіра груба з дрібними гранулами; рило усічене; квадратні ділянки, що виступають збоку; передньо-медіальні кінці зубних рядів виразно розширені; дорсолатеральні кісткові виступи на голові виступаючі, круті, шорсткі, вузькі, а задні кінці загнуті досередини; привушні кістки чіткі, орієнтовані досить паралельно осі тіла, а задня частина вигнута вгору збоку; хребетний хребет чіткий і сегментований; реберні вузлики 14–15, невеликі, нечіткі; кінцівки довгі і тонкі; кінчики передніх і задніх кінцівок перекриваються при натисканні вздовж тіла; хвіст тонкий.

## Природна історія
Усі типові зразки були знайдені в другій половині дня близько 14:30, переховувалися під листям і між стеблами рослин з родини Marantaceae у невеликому тимчасовому ставку під час сезону дощів, який є сезоном розмноження для видів Tylototriton. Вода у ставку була прозора, а дно було вкрите густим листям. Навколишня територія складалася з вічнозелених лісів. Розмір ставка становив приблизно 520 см в довжину, 270 см в ширину і 17 см в максимальну глибину. Температура води 23,1 °С. Параметри якості води: рН 6,4; розчинений кисень 4,13 мг/л; провідність 23 мкСм/см; загальна розчинена тверда речовина 15 мг/л; і каламутність 7,6 НТУ. Риби не спостерігалося.